# Den Sidste Tempelridder
Den Sidste Tempelridder er en roman af den libanesiske forfatter Raymond Khoury, som udkom i 2005. Bogen var på New York Times Bestseller list i 22 måneder. I 2012 havde den solgt over 5 millioner eksemplarer på verdensplan.

## Forhistorie
I året AD 1291, efter faldet af Akko, Jerusalems latinske kongerige til saracenerne, måtte en lille gruppe af Tempelriddere forlade byen med et lille skrin. Deres skib, Tempelfalken, blev beskadiget efter en storm på havet og sank. En af ridderne var dødeligt såret, men dør på land efter at have skjult en lille læderpung under en gravsten. Han beordrede den resterende del af skibets mandskab til at levere et krypteret brev til lederen af Tempelherrerne.
Den sidste overlevende ridder nåede Paris i 1314, lige i tide til at se Stormesteren blive brændt på bålet efter at have nægtet at afsløre placeringen af Tempelriddernes skat. Den sidste Ridder forpligtede sig selv til at bevare legenden om Tempelriddernes trussel mod den romersk-katolske kirke.